# Azuga

Azuga 3D

Azuga est une ville roumaine du județ de Prahova, dans la région historique de Valachie et dans la région de développement du Sud.

## Géographie
La ville d'Azuga est située dans l'extrême nord du județ, à la frontière avec le județ de Brașov, dans la vallée de la Prahova, à son confluent avec l'Azuga. Elle forme la limite entre les monts Bucegi à l'ouest (faisant partie des Alpes de Transylvanie) et les monts Baiu à l'est (faisant partie des Carpates orientales), à 6 km au nord de Bușteni et à 75 km au nord de Ploiești, le chef-lieu du județ.
La température moyenne à Azuga est de +5,5 °C (moyenne été +14,5 °C, moyenne hiver −4,7 °C) et les précipitations de 1 028 mm par an. les vents prédominants soufflent de l'est et du nord-est.

## Histoire
La première mention écrite de la ville date de 1815. La ville a connu un important développement industriel (cimenterie, laiterie, fromagerie, brasserie) tout au long du XIXe siècle et dont il ne reste pratiquement rien de nos jours, l'économie actuelle étant basée sur le tourisme.
Azuga a obtenu son statut actuel de ville en 1948.

## Politique
| Période                                  | Période  | Identité                | Étiquette | Qualité |
| ---------------------------------------- | -------- | ----------------------- | --------- | ------- |
| Les données manquantes sont à compléter. |          |                         |           |         |
| 2008                                     | 2012     | Gheorghe-Adrian Purcaru | PDL       |         |
| 2012                                     | 2016     | Constantin Samson       | PV        |         |
| 2016                                     | En cours | Ciprian-George Barbu    | PNL       |         |

## Religions
En 2002, la composition religieuse de la commune était la suivante :
- Chrétiens orthodoxes, 96,12 % ;
- Catholiques romains, 1,99 %.

## Démographie
En 2002, la commune comptait 5 128 Roumains (98,36 %), 40 Hongrois (0,76 %), 19 Allemands (0,36 %) et 21 Tsiganes (0,40 %).
| 1956  | 1966  | 1977  | 1992  | 2002  | 2007  |
| ----- | ----- | ----- | ----- | ----- | ----- |
| 3 732 | 4 808 | 5 397 | 6 487 | 5 213 | 5 028 |

## Économie
L'économie de la commune repose sur l'agriculture, l'élevage et surtout le tourisme. Azuga conserve de ses anciennes installations industrielles une brasserie de très bonne réputation (bière Azuga).
Une station de ski s'est développée dans la vallée de l'Azuga. Le domaine skiable est doté de pistes homologuées par la FIS. La plus longue piste de ski de Roumanie (la Sorica, de 2 100 mètres) y a été tracée. Le domaine est desservi par des téléskis, et, depuis 2007, par une télécabine.

## Communications

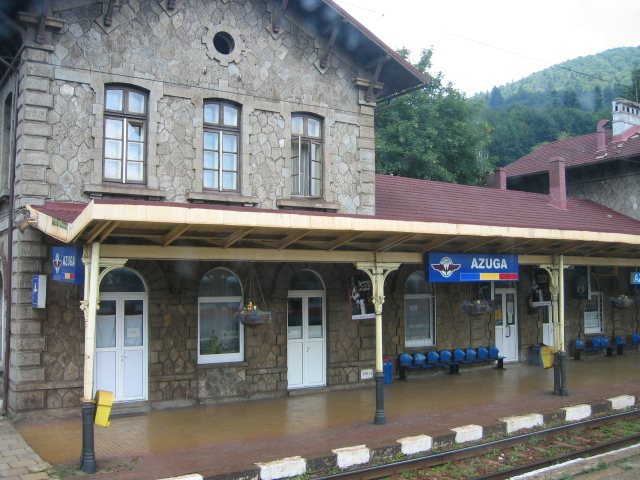
La Gare d'Azuga

### Routes
Azuga est située sur la route nationale DN1 (Route européenne 60) Bucarest-Ploiești-Brașov.

### Voies ferrées
La ville est desservie par la ligne de chemin de fer Bucarest-Ploiești-Brașov.

## Personnalités
- Simona Păucă (1969-), gymnaste, double championne olympique.